# 亨德森縣 (德克薩斯州)
亨德森縣（英語：Henderson County）是美國德克薩斯州東部的一個縣。面積2,458平方公里。根据美國2000年人口普查，共有人口73,277人。縣治雅典（Athens）。
縣政府成立於1846年4月27日。縣名紀念併入美國後首任州長詹姆斯·P·亨德森（James Pinckney Henderson）。注意該州同名的城市位於臘斯克縣。